# Fashion Killa
Fashion Killa è un singolo del rapper statunitense ASAP Rocky, pubblicato il 22 novembre 2013 come quarto estratto dall'album di debutto Long. Live. ASAP.

## Video musicale
Il video del brano è stato pubblicato il 26 settembre 2013 sul canale Vevo di ASAP Rocky. Il video vede come protagonisti ASAP Rocky e Rihanna, con un cameo di ASAP Ferg.